# Palcacocha

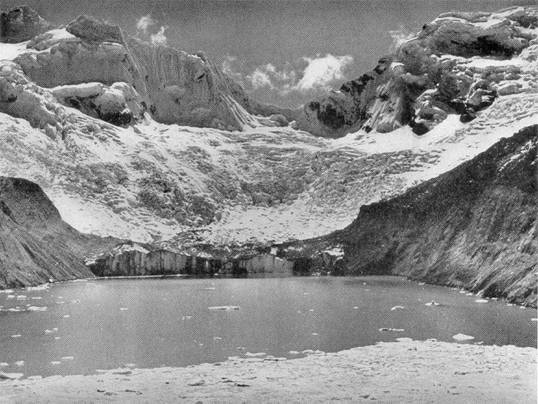
Laguna Palcacocha 1939

Palcacocha (Kompositum aus Quechua palka „Tal“, und qucha „See“) ist ein Gletscherrandsee im Anden-Hochgebirge Südamerikas im nordwestlichen Peru.

## Lage
Die Laguna Palcacocha liegt in der Region Ancash in der Hochgebirgskette Cordillera Blanca auf einer Höhe von 4566 m über dem Meeresspiegel, am Fuß des Palcaraju (6274 m) und des Pucaranca-Gipfels (6156 m). Sie befindet sich am oberen, östlichen Ende der Cojup-Schlucht (spanisch quebrada Cojup). Der Río Paria hat seinen Ursprung am Palcacocha, fließt ca. 23 km südwestwärts durch die Cojup-Schlucht und mündet nahe dem Talende am Ostrand der Stadt Huaraz in den Río Quilcay. Dieser entwässert nach gut zwei Kilometern durch Huaraz, am westlichen Rand der Stadt, in den Río Santa.
Der See wird von Gletschern gespeist, die sich an den Flanken der umliegenden Berge befinden. Zuletzt während der kleinen Eiszeit reichte eine Gletscherzunge bis an das heutige Ende des Sees und formte Moränen. Zwischen 1987 und 2010 ist die Gletscherfläche im Einzugsgebiet des Río Quilcay um etwa 25 % zurückgegangen. Mit dem Rückzug des Gletschers, der sich in den letzten Jahrzehnten stark beschleunigt hat, begann sich hinter der Moräne als natürlichem Damm der Palcacocha-See aufzustauen. Um die Gefahr eines Gletscherlaufs zu verringern, wurden im Jahr 1974 zusätzlich zwei künstliche Dämme und ein Abfluss aus Beton angelegt.
Der See ist einer von mehreren, die Huaraz mit Wasser versorgen. Der Río Paria deckt etwa zwei Drittel des Wasserbedarfs der Stadt und versorgt Bewässerungsflächen im unteren Bereich des Cojup-Tals.

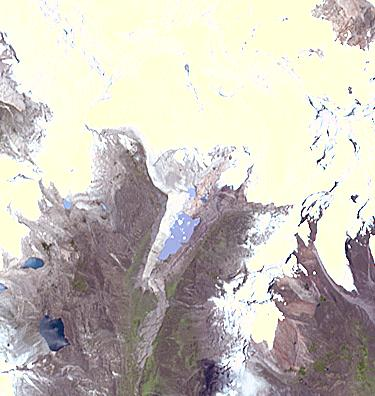
Luftbild November 2001
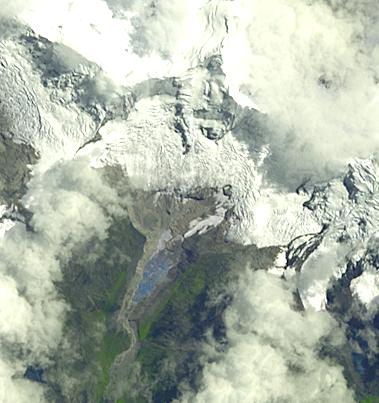
April 2003

## Flutkatastrophe 1941
Am frühen Morgen des 13. Dezember 1941 kam es zum Bruch des Moränenwalls, der den See talwärts begrenzt. Zwei mögliche Auslöser wurden vorgeschlagen: Ein Eissturz vom angrenzenden Gletscher in den Palcacocha-See oder das allmähliche Aufweichen des Moränendamms. Die Flutwelle durchbrach auch den talabwärts liegenden Jiracocha-See und stürzte das Cojup-Tal hinab, wobei sie Erde und Felsen mit sich riss. Innerhalb von 15 Minuten erreichte die Schlammlawine die Stadt Huaraz, 400.000 Kubikmeter Schuttmaterial verschütteten gegen 6:45 Uhr weite Teile der Stadt und töteten mehr als 5.000 Menschen, anderen Schätzungen zufolge 1.800 Menschen.
Von den 8–10 Mio. m³ Wasser des Sees blieben etwa 0,5 Mio. m³ übrig, seine Tiefe hatte sich um 47 m verringert. Dieses Ereignis und ein Moränenbruch des Lake Chorabari (Indien), der das Dorf Kedarnath und angrenzende Gebiete teilweise zerstörte, gelten als die Gletscherläufe mit den mit Abstand meisten Todesopfern, die bis 2016 dokumentiert wurden.

## Katastrophenwarnung 2003
Im April 2003 entdeckten Wissenschaftler der NASA auf Bildern des Beobachtungssatelliten Terra von November 2001 einen Riss im Eis des Gletschers am Palcacocha-See. Die sofortigen Warnungen erfolgten nur zwei Wochen nach der Kontrolle des Seeablaufs durch Mitarbeiter des UGRH (Unidad de Glaciología y Recursos Hidricos) des peruanischen Landwirtschaftsministeriums, nachdem ein kleinerer Riss in der Endmoräne zu einem unkontrollierten Abfluss geführt hatte, der jedoch von den nach 1941 ergriffenen Schutzmaßnahmen aufgefangen worden war.
Nach Aussage von Wissenschaftlern der Universität Innsbruck hätte die nachfolgende Panik unter den Einwohnern und Einbußen für die ortsansässige Tourismusbranche jedoch verhindert werden können. Nach ihren Erkenntnissen beruhten die Warnungen der Nasa auf einer Fehlinterpretation der Satellitendaten.

## Bedrohungslage 2016

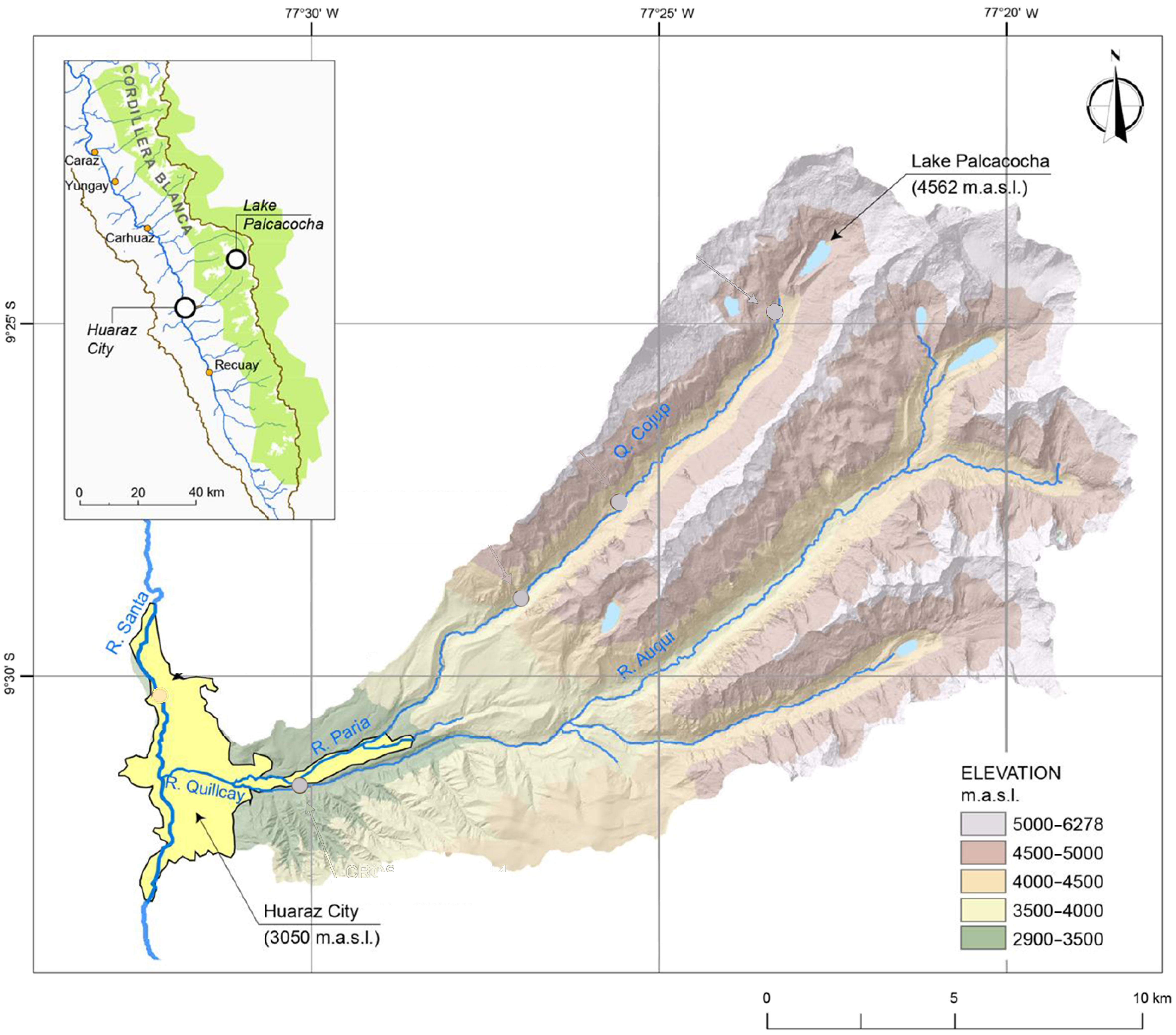
Karte mit Laguna Palcacocha (rechts oben), Cojup-Tal und Stadtgebiet von Huaraz (links, gelb)

Insgesamt ist die Bedrohungslage durch den Palcacocha-See inzwischen nur wenig kleiner geworden. Für Huaraz stellt er weiter ein hohes Flutrisiko dar. Gegenüber dem Jahr 1970 ist das Volumen des Sees 34 Mal größer geworden, er enthält mit ca. 17 Mio. m3 mittlerweile mehr Wasser als vor der Katastrophe von 1941. Bei einem Eisrutsch könnte eine Flutwelle über die Endmoräne in das Tal stürzen. Aufgrund des veränderten Profils der Moräne ist die Gefahr geringer, dass dies mit einem Dammbruch wie 1941 einhergeht. Mehrfach wurde in jüngster Zeit in Huaraz der Notstand ausgerufen. Gleichzeitig ist die Einwohnerzahl von Huaraz seit der Flutkatastrophe von 1941 von 25.000 Einwohnern auf inzwischen über 100.000 angewachsen, von denen viele sich auf den Schuttkegeln niedergelassen haben, die die Flutwelle damals hinterlassen hat.
Im Jahr 2010 legte die UGRH daher Pläne vor, den Wasserspiegel des Sees um fünfzehn Meter zu senken, um die Gefahr einer erneuten Überflutung des Abschlussdamms zu minimieren. Gleichzeitig wurde dem UGRH jedoch durch das nationale Ministerium die Zuständigkeit für Gletscherseen entzogen und auf die Regionalverwaltungen verlagert. Da die Verwaltung der Provinz Huaraz die hohen Kosten für die vom UGRH vorgesehene Maßnahme scheute, wurden im Jahr 2011 sechs Abflussrohre mit einem Durchmesser von je 25 Zentimetern installiert, die den Seespiegel bis zum Juli 2013 um drei Meter absenken konnten. Auch bei einer deutlichen Verringerung der Wassertiefe kann von dem See immer noch ein erhebliches Risiko ausgehen, Geologen verweisen auf den ebenfalls in der Cordillera Blanca gelegenen „See 513“, von dem trotz weitgehender Entwässerung nach einer massiven Fels- und Eislawine im Jahr 2010 ein gefährlicher Gletscherlauf ausging. Modellrechnungen zufolge kann eine Verringerung der Wassertiefe um 30 m die von der Flut betroffene Stadtfläche um 30 % verringern, die einem hohen Risiko ausgesetzten Flächen würden um nicht ganz die Hälfte verringert werden.

## Klage eines lokalen Landwirts
Im März 2015 lenkte einer der betroffenen Bürger von Huaraz, Saúl Luciano Lliuya, das Interesse der Weltöffentlichkeit auf die Bedrohungslage am Palcacocha-See, indem er in einem offenen Schreiben den deutschen Energiekonzern RWE mitverantwortlich für die Situation machte: RWE allein habe seit ihrem Bestehen ein halbes Prozent zum globalen Klimawandel beigetragen, also solle RWE auch ein halbes Prozent der notwendigen Schutzmaßnahmen bezahlen. Dabei nahm Lliuya einen Betrag von 17.000 Euro als Entschädigung für sich in Anspruch. Der Konzern bestritt, dass es eine Rechtsgrundlage für die Klage gebe, und wies eine Verantwortung für den geschilderten Sachverhalt zurück.
Das Landgericht Essen wies im Dezember 2016 die Klage ab. Im Zuge der eingelegten Berufung entschied das Oberlandesgericht Hamm nach vorhergehendem Rechtsgespräch und Anhörung von RWE, das Klagebegehren sei zulässig sowie schlüssig begründet und ordnete daher am 30. November 2017 den Einstieg in die Beweiserhebung an. In Absprache mit Kläger und Beklagter wird vom Gericht ein Sachverständiger bestimmt, der Kläger hat einen Auslagenvorschuss von 20.000 € zu erbringen.
Anfang 2021 erschien in der Fachzeitschrift Nature Geoscience eine Attributions-Studie, nach der eine direkte Kausalkette zwischen dem menschengemachten Klimawandel und der angestiegenen Bedrohung der Stadt Huaraz durch den Gletschersee existiert. In der Studie untersuchten die Forscher dabei zunächst den menschlichen Beitrag der Erwärmung vor Ort und kamen zum Ergebnis, dass 95 % der beobachteten Erwärmung in Höhe von ca. 1 °C auf menschliche Aktivitäten zurückzuführen seien (Unsicherheitsspanne: 85 bis 105 %). Anschließend analysierten sie die Ursachen des Gletscherrückgangs und kamen dabei zum Ergebnis, dass mit an Sicherheit grenzender Wahrscheinlichkeit (> 99 %) das Abschmelzen des Gletschers nicht ohne den menschengemachten Klimawandel hätte auftreten können, sondern dieser vielmehr eine „notwendige Ursache“ für das Rückziehen des Gletschers darstelle. Vielmehr ist gemäß zentraler Abschätzung der Arbeit der komplette Gletscherrückgang auf die Temperaturentwicklung vor Ort zurückzuführen. Aus diesen Analysen schlussfolgerten die Autoren, dass die gegenwärtige Gestalt von Gletscher und Gletschersee Folge der menschengemachten Erderwärmung sei. Zuletzt überprüften die Autoren die Bedrohungslage der Stadt Huaraz durch den infolge des Gletscherrückgangs angewachsenen See und verglichen sie mit der Bedrohungslage im 19. Jahrhundert. Dabei kamen sie zum Ergebnis, dass die Bedrohung deutlich zugenommen habe und derzeit aufgrund der Gefahr von Lawinen und Erdrutschen „sehr hoch“ sei, während sie im 19. Jahrhundert nur mittelgroß gewesen sei. Zudem betonen die Autoren, dass die angestellten Untersuchungen auch starke Belege dafür lieferten, dass der menschengemachte Klimawandel bereits ein Faktor bei der 1941 erfolgten Flutkatastrophe war. Der Studie und ähnliche gelagerten Zuordnungsarbeiten wird von Juristen und Journalisten eine Schlüsselrolle für Gerichtsverfahren zum Klimawandel zugeschrieben.
Mit Urteil vom 28. Mai 2025 (Az. 5 U 15/17) wies das OLG Hamm die Klage des Landwirts im Berufungsverfahren zurück. Das Gericht sah keine konkrete Gefahr für Lliuyas Grundstück. Grundsätzlich sei aber nicht ausgeschlossen, dass gegen Verursacher, die erhebliche Mengen an Treibhausgasen emittieren, Beseitigungs- und Unterlassungsansprüche bestehen könnten. Eine Revision wurde nicht zugelassen.